# Multiusos Fontes do Sar
El Multiusos Fontes do Sar es un pabellón cubierto para múltiples usos, situado en la ciudad española de Santiago de Compostela (La Coruña, Galicia). Fue construido en 1998 y es propiedad del Ayuntamiento de Santiago de Compostela. Tiene aforo para 5065 espectadores para fútbol sala y 6050 para baloncesto (9000 para conciertos). Está situado en la Rúa Diego Bernal S/N. En la actualidad está gestionado por la sociedad mixta XADE.
El Multiusos Fontes do Sar, cuenta con 10 000 m² de superficie, cuenta con un amplio gimnasio público y además tiene piscinas al aire libre, así como 700 plazas de aparcamiento en el exterior.
Es sede del equipo de baloncesto Obradoiro CAB y del equipo de tenis de mesa Arteal, y lo fue también del desaparecido equipo de fútbol sala Santiago Futsal.

## Eventos culturales
El pabellón ha sido lugar de celebración de numerosos conciertos desde su inauguración. Algunos de los artistas que han actuado en el Fontes do Sar son Mark Knopfler, Joaquín Sabina, Bob Dylan, David Bisbal, Juanes, Dover, Alice Cooper, Bad Religion, Cypress Hill, Miguel Bosé, Ricky Martin, Romeo Santos, etc.

## Accidente ferroviario de 2013
El 24 de julio de 2013 en el lugar de Angrois, a las afueras de Santiago de Compostela, tuvo lugar el accidente de tren más grave de la historia de Galicia por descarrilamiento ferroviario. Por lo menos 78 personas fallecieron en el incidente. El pabellón Fontes do Sar fue utilizado como tanatorio provisional debido a la gran cantidad de fallecidos.